# Вили Кракау
Вили Кракау (на немски: Willi Krakau) е бивш пилот от Формула 1. Роден на 4 декември 1911 година в Шьонебек, Германия.

## Формула 1
Вили Кракау прави своя дебют във Формула 1 в голямата награда на Германия през 1952 година. В световния шампионат записва 1 състезания, като не успява да спечели точки. Състезава се с частен АФМ.